# Свети Архангели (Рилски манастир)
„Събор на Светите Архангели“ е възрожденски православен параклис в ставропигиалния български Рилски манастир. Параклисът е част от груповия архитектурен, художествен и исторически комплекс Рилския манастир от национално значение, обявен през 1992 година.

## Местоположение
Параклисът е разположен на третия етаж на западното жилищно крило на манастира, над Дупнишката порта.

## История
„Свети Архангели“ е създаден за пръв път в 1819 година, когато е построено западното жилищно крило на обителта. Архитект е майстор Алекси Рилец. Параклисът вероятно пострадва от пожара в Рилския манастир в 1833 година. На следната 1834 година е възстановен наново заедно с жилищното крило.

## Архитектура
Храмът е еднокорабен с притвор, като наосът му има квадратен план и е покрит със сляп купол. В олтара има протезис, апсида и диаконикон, в които има пробити прозорци. На север по цялата дължина на наоса е притворът. Олтарното пространство и наосът са широки 5,12 m и дълги 7,25 m, а притворът е широк 2,74 m и дълъг 7,63 m.

## Иконостас
Иконостасът е сглобяван от части с различна датировка. Паната на цокъла, колонките, разделящи царските икони и надиконните пана датират от 1834 – 1835 година. Дверите, апостолският фриз и венчилката на иконостаса са от по-стар иконостас. Иконите също са от различно времи и са дело на различни майстори. Дверите и иконите на Света Богородица с Младенеца и Христос Вседържител, датират от 1786 година и се приписват на самоковския майстор Христо Димитров. Иконите на Архангелския събор, Свети Йоан Предтеча и Свети Георги се приписват на самоковския зограф Димитър Христов и се датират около 1824 година.

## Стенописи

### В олтара и наоса
Целият наос и цялото олтарно пространство със слепия купол и патронната ниша откъм притвора са изписани в 1835 година от видния бански зограф Димитър Молеров. Ктитор на стенописите е поклонникът Михаил от Тетевен, който е изрисуван на ктиторски портрет заедно със съпругата си Мария. Ктиторският надпис от 1835 година е разположен над северния вход вътре в наоса и гласи:
| „ | Во славу стыѧ единосущныѧ, животворѧщыѧ и нераздѣлимыѧ Троцы Оца и Сна и Стагѡ Дха изобразисѧ храмъ сей Стагѡ Архаггла Мїхаила и прочїихъ стыхъ архагглвъ во времѧ игу менства Господина Іѡсифа иждывенїемъ благороднѣшагѡ Хаџи Мїхаила ѿ Тетивене, за егѡ душевное спасенїе и вѣчное воспоминанїе и за проще нїе грѣхѡвъ родителей егѡ. Въ лѣто: 1835: маїа 26. | “ |

Никола Мавродинов приписва стенописите в наоса и олтара на Христо Димитров. По-късно Асен Василиев оспорва тази атрибуция и ги приписва на Димитър Молеров, което е прието от всички по-късни изследователи.
- Стенописи от наоса, 1835 г.
- Ангели
- Апостолски събор
- Архангел Михаил побеждава Сатаната
- Стълбата на Яков
- Ангел Господен се явява на Гедеон
- Евангелист Лука в купола на наоса
- Евангелист Марк в купола на наоса
- Серафими в купола

- Стенописи от олтара, 1835 г.
- Изображения в олтарната апсида
- Изображения на южната олтарна стена
- Бог Саваот в свода на олтара
- Свети Николай
- Свети Теофилакт

### В притвора
Стените на притвора без тавана са изписани в 1845 година от Димитър Христов. Тук ктитор на стенописите пак е Михаил, замонашен под името Матей и е изобразен синът му Йоан Хаджиматейович. Ктиторският надпис от 1845 година е разположен от вътрешната страна на входа в преддверието и гласи:
| „ | Ктиторъ на изображенїе то на таѧ папертъ Іѡаннъ сынъ на г: х: Михаила ѿ село Тетивене ктитора на внетрешныо хрмъ иже потом во иночестѣм обрзѣ преименованъ Матѳей монах за душевное обои спасенїе и вѣчное воспоминанїе, 1845. | “ |

Според Мавродинов стенописите в притвора са на Димитър Христов и сина му Станислав Доспевски (Зафир Зогаф). Мара Цончева изказва мнение, че са на Захари Зограф, което по-късно е отхвърлено. Според Васил Захариев Станислав е автор на ктиторския портрет. Атанас Божков също смята, че стенописите са на Димитър и Станислав, а ктиторският портрет е от Станислав. Няколко други автори също смятат, че стенописите са дело на Димитър и Станислав. Според Румяна Радкова, Доротея Соколова и Любен Прашков стенописите са само на Димитър Зограф, а според Ана Рошковска – само на Станислав.
Зафир Зограф със сигурност е участвал в изписването на притвора, защото в архиваму е запазена подготвителна рисунка на ктиторския портрет, но водещата работа е принадлежана на баща му Димитър – има запазено сведение в епитропския тефтер на монаха Серафим от 1846 година, че на Димитър Зограф е платено „за златото“ в „Свети Архангели“.
- Архангел Михаил
- Свети Онуфрий Габровски и Свети Димитър Басарбовски
- Свети Георги и Свети Артемий
- Света Анастасия Търновска и Света Параскева Търновска
- Цар Давид Български и Теодосий Търновски
- Георги Софийски и Лазар Дебелдялски
- Йоаким Осоговски и Гавриил Лесновски
- Марко и Игнатий от Ески Заара
- Ктиторът Йоан Хаджиматеович